# Monte Alvernia

El monte Alvernia es una pequeña elevación que se encuentra en la isla Cat, en las Bahamas, y es, con 63 m s. n. m., el punto más alto de dicho país.

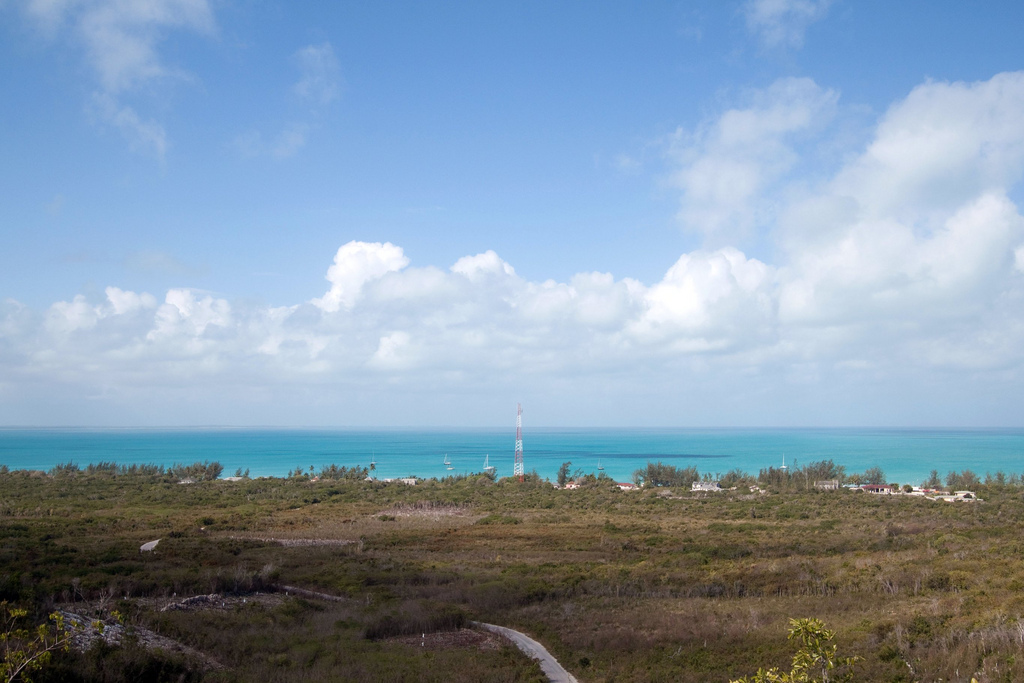
Vista desde la cima del Monte Alvernia.

La montaña recibió su nombre de parte del Monseñor John Hawes, conocido también como Fray Jerome, quien construyó una ermita en el monte. Hawes fue un inglés que pasó los últimos diecisiete años de su vida en las Bahamas. Murió en 1956 y fue enterrado en una tumba preparada por él mismo, ubicada bajo la ermita.
No debe confundirse este monte con el homónimo monte Alvernia, situado en Italia, a unos 160 km de Asís. A dicho monte italiano San Francisco subió por primera vez, probablemente, en la primera mitad de agosto de 1224. La belleza del lugar y algunos signos que el Señor le manifestó lo animaron a quedarse allí un mes y medio, del 15 de agosto (la Asunción) al 29 de septiembre (fiesta de San Miguel Arcángel), haciendo ayuno y oración. A mitad de septiembre, después de la visión de Jesucristo en forma de serafín, se le quedaron impresos en el cuerpo los signos de la pasión (estigmas), con los que vivió desde entonces hasta su muerte.